# Wally Pipp
Walter Clement Pipp (Chicago, 17 de fevereiro de 1893 — Grand Rapids, 11 de janeiro de 1965) foi um jogador de beisebol profissional americano. Primeiro jogador de base, Pipp jogou na Major League Baseball (MLB), pelo Detroit Tigers, New York Yankees e Cincinnati Reds, entre 1913 e 1928.
Depois de atuar em 12 jogos pelo Tigres, em 1913, e jogar nas ligas menores, em 1914, ele foi comprado pelos Yankees, antes da temporada de 1915. Ele e o Home Run Baker lideraram uma formação melhor do Yankee que liderou a liga nos home runs . Ele liderou a Liga Americana em home runs, em 1916 e 1917. Com Babe Ruth, Bob Meusel, Joe Dugan e Waite Hoyt, o Yankees ganhou três galhardetes consecutivos da Liga Americana, de 1921 a 1923, e venceu a World Series de 1923. Em 1925, ele perdeu seu papel inicial para Lou Gehrig, após o que terminou sua carreira na liga principal em Cincinnati.
Pipp é considerado um dos melhores rebatedores de força da era da bola morta. Pipp agora é mais lembrado como o homem que perdeu seu papel inicial para Lou Gehrig, no início da série de 2.130 jogos consecutivos de Gehrig.